# فهرست مناطق کره جنوبی بر پایه تولید ناخالص داخلی
این فهرستی از مناطق کره جنوبی بر پایه تولید ناخالص داخلی (GDP) است. همه داده‌ها از آخرین آمار منطقه ای منتشر شده توسط دولت کره جنوبی، سازمان توسعه و همکاری اقتصادی (OECD) و صندوق بین‌المللی پول (IMF) تهیه شده است. وون با استفاده از نرخ تبدیل برابری قدرت خرید صندوق بین‌المللی پول به دلار بین‌المللی تبدیل شده است.

## تولید ناخالص داخلی (آمار ۲۰۲۳)

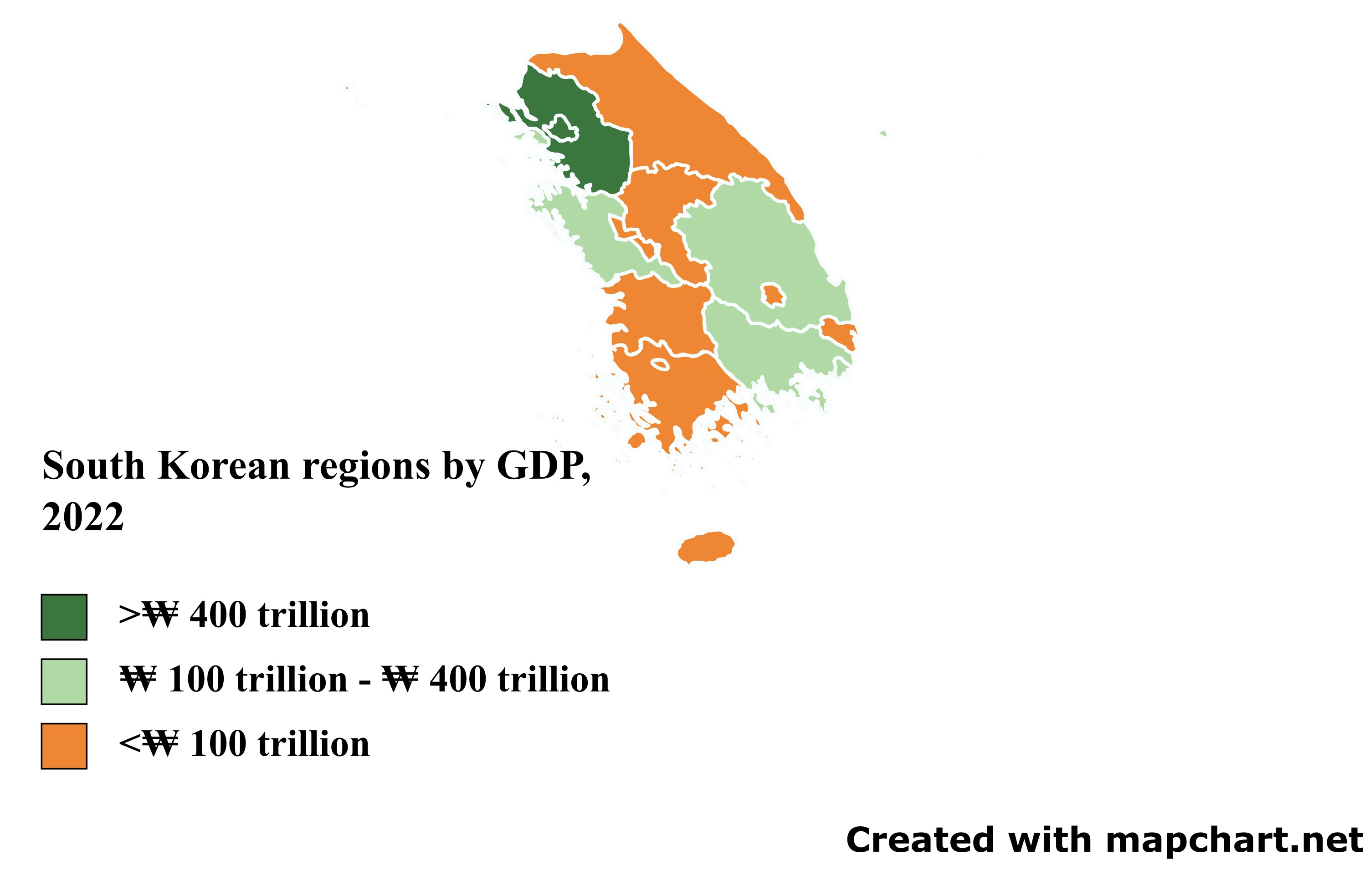
مناطق کره جنوبی

| رتبه | منطقه                 | جی‌دی‌پی (وون کره)  | جی‌دی‌پی (دلار آمریکا)      | وضعیت          |
| ---- | --------------------- | ----------------- | ------------------------- | -------------- |
| ۱    | استان گیونگ‌گی         | ۵۹۴ تریلیون وون   | دلار آمریکا ۴۷۵ میلیارد   | استان          |
| ۲    | سئول                  | ۵۴۸ تریلیون وون   | دلار آمریکا ۴۳۸ میلیارد   | شهر ویژه       |
| ۳    | استان چونگچانگ جنوبی  | وون ۱۴۳ تریلیون   | دلار آمریکا ۱۱۴ میلیارد   | استان          |
| ۴    | استان گیونگ‌سانگ جنوبی | وون ۱۳۸ تریلیون   | دلار آمریکا ۱۱۰ میلیارد   | استان          |
| ۵    | استان گیونگ‌سانگ شمالی | وون ۱۲۷ تریلیون   | دلار آمریکا ۱۰۲ میلیارد   | استان          |
| ۶    | اینچئون               | وون ۱۱۷ تریلیون   | دلار آمریکا ۹۴ میلیارد    | منطقه کلان‌شهری |
| ۷    | بوسان                 | وون ۱۱۴ تریلیون   | ۹۱ میلیارد دلار آمریکا    | منطقه کلان‌شهری |
| ۹    | استان جئولا جنوبی     | وون ۹۸ تریلیون    | دلار آمریکا ۷۸ میلیارد    | استان          |
| ۸    | اولسان                | وون ۹۰ تریلیون    | دلار آمریکا ۷۲ میلیارد    | منطقه کلان‌شهری |
| ۱۰   | استان چونگچئونگ شمالی | وون ۸۸ تریلیون    | دلار آمریکا ۷۰ میلیارد    | استان          |
| ۱۱   | ده‌گو                  | وون ۷۳ تریلیون    | دلار آمریکا ۵۸ میلیارد    | منطقه کلان‌شهری |
| ۱۲   | استان جئولا شمالی     | وون ۶۴ تریلیون    | دلار آمریکا ۵۱ میلیارد    | استان          |
| ۱۳   | استان گانگوون         | وون ۶۲ تریلیون    | دلار آمریکا ۵۰ میلیارد    | استان          |
| ۱۴   | ده‌جون                 | وون ۵۴ تریلیون    | دلار آمریکا ۴۳ میلیارد    | منطقه کلان‌شهری |
| ۱۵   | گوانگجو               | وون ۵۲ تریلیون    | دلار آمریکا ۴۲ میلیارد    | منطقه کلان‌شهری |
| ۱۶   | استان ججو             | وون ۲۶ تریلیون    | دلار آمریکا ۲۱ میلیارد    | استان          |
| ۱۷   | سجونگ سیتی            | وون ۱۷ تریلیون    | دلار آمریکا ۱۴ میلیارد    | شهر ویژه       |
| –    | کره جنوبی             | وون ۲٬۴۰۴ تریلیون | دلار آمریکا ۱٬۹۲۳ میلیارد |                |

## تولید ناخالص داخلی بر پایه سرانه (آمار ۲۰۲۱)

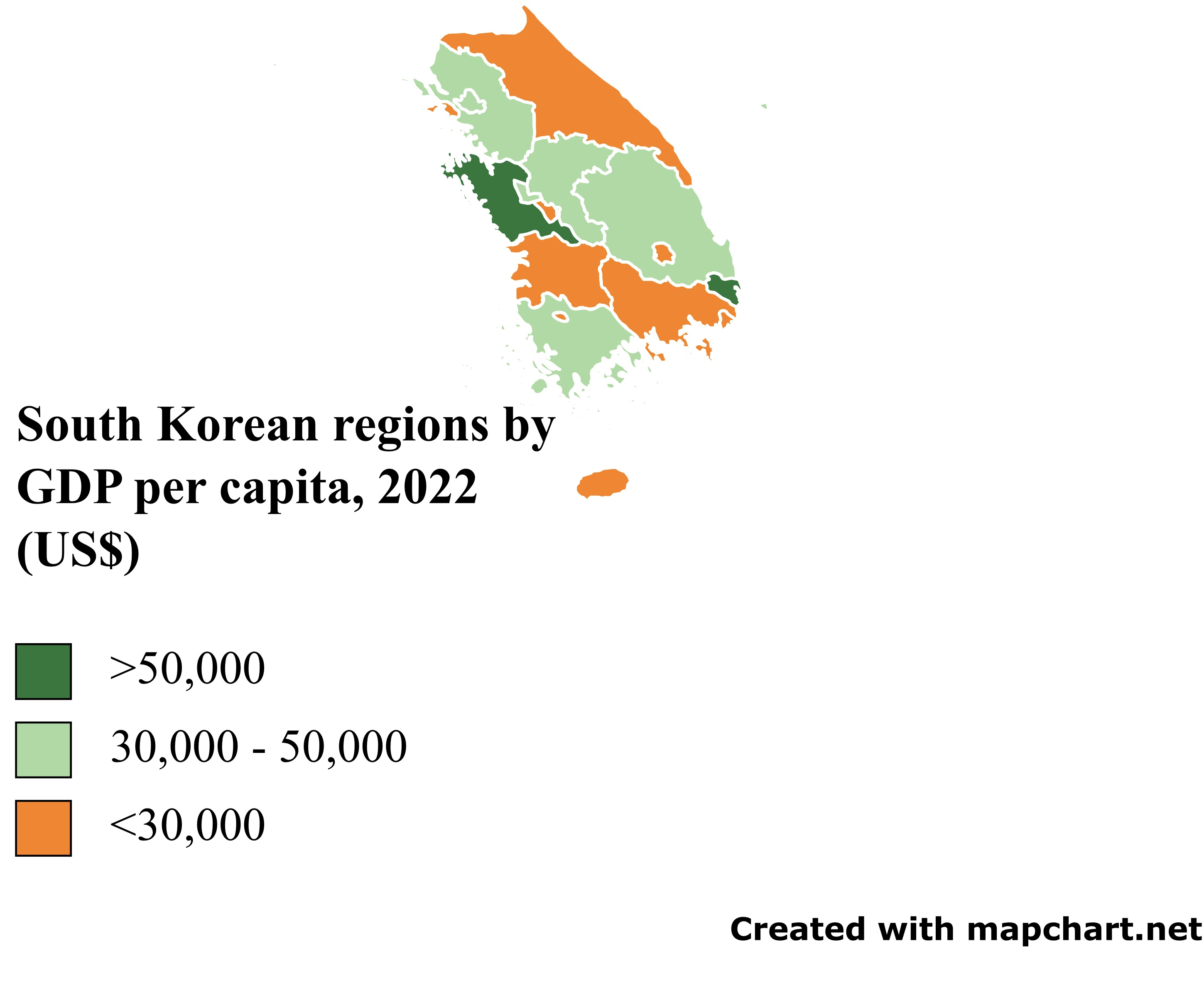
مناطق کره جنوبی بر پایه سرانه تولید ناخالص داخلی، ۲۰۲۲ (دلار آمریکا)

| رتبه | منطقه                 | سرانه جی‌دی‌پی (دلار آمریکا) |
| ---- | --------------------- | -------------------------- |
| ۱    | اولسان                | دلار آمریکا ۶۰٬۶۳۶         |
| ۲    | استان چونگچانگ جنوبی  | دلار آمریکا ۵۰٬۳۵۱         |
| ۳    | سئول                  | دلار آمریکا ۴۳٬۴۱۱         |
| ۴    | استان جئولا جنوبی     | دلار آمریکا ۴۳٬۳۱۷         |
| ۵    | استان چونگچئونگ شمالی | دلار آمریکا ۴۰٬۳۰۳         |
| ۶    | استان گیونگ‌سانگ شمالی | دلار آمریکا ۳۷٬۴۸۳         |
| –    | کره جنوبی در کل       | دلار آمریکا ۳۵٬۱۹۰         |
| ۷    | استان گیونگ‌گی         | دلار آمریکا ۳۳٬۹۷۳         |
| ۸    | سجونگ سیتی            | دلار آمریکا ۳۳٬۳۴۲         |
| ۹    | استان گیونگ‌سانگ جنوبی | دلار آمریکا ۲۹٬۷۵۰         |
| ۱۰   | استان گانگوون         | دلار آمریکا ۲۹٬۴۲۹         |
| ۱۱   | اینچئون               | دلار آمریکا ۲۹٬۳۱۸         |
| ۱۲   | ده‌جون                 | دلار آمریکا ۲۷٬۶۰۴         |
| ۱۳   | استان جئولا شمالی     | دلار آمریکا ۲۷٬۲۵۲         |
| ۱۴   | استان ججو             | دلار آمریکا ۲۶٬۲۰۴         |
| ۱۵   | گوانگجو               | دلار آمریکا ۲۶٬۰۲۱         |
| ۱۶   | بوسان                 | دلار آمریکا ۲۵٬۶۸۶         |
| ۱۷   | ده‌گو                  | دلار آمریکا ۲۲٬۳۲۰         |